# España en la Eurocopa 2004
La selección de fútbol de España fue uno de los 16 países participantes en la Eurocopa 2004, realizada en Portugal.

## Clasificación

### Grupo 6
| Fecha                    | Lugar    |                   |                              | Resultado |                              |                   |
| ------------------------ | -------- | ----------------- | ---------------------------- | --------- | ---------------------------- | ----------------- |
| 7 de septiembre de 2002  | Atenas   | Grecia            | Bandera de Grecia            | 0:2       | Bandera de España            | España            |
| 12 de octubre de 2002    | Albacete | España            | Bandera de España            | 3:0       | Bandera de Irlanda del Norte | Irlanda del Norte |
| 29 de marzo de 2003      | Kiev     | Ucrania           | Bandera de Ucrania           | 2:2       | Bandera de España            | España            |
| 2 de abril de 2003       | León     | España            | Bandera de España            | 3:0       | Bandera de Armenia           | Armenia           |
| 7 de junio de 2003       | Zaragoza | España            | Bandera de España            | 0:1       | Bandera de Grecia            | Grecia            |
| 11 de junio de 2003      | Belfast  | Irlanda del Norte | Bandera de Irlanda del Norte | 0:0       | Bandera de España            | España            |
| 10 de septiembre de 2003 | Elche    | España            | Bandera de España            | 2:1       | Bandera de Ucrania           | Ucrania           |
| 11 de octubre de 2003    | Ereván   | Armenia           | Bandera de Armenia           | 0:4       | Bandera de España            | España            |

### Repesca
| 15 de noviembre de 2003, 22:00 | España                    | 2:1 (1:1) | Noruega     | Estadio de Mestalla, Valencia                                        |                                                                      |
|                                | Raúl 21' H. Berg (ag) 85' |           | Iversen 15' | Asistencia: 53.000 espectadores Árbitro(s): Graham Poll (Inglaterra) | Asistencia: 53.000 espectadores Árbitro(s): Graham Poll (Inglaterra) |

| Uniformes | Uniformes |
| --------- | --------- |
|           |           |

| 19 de noviembre de 2003, 19:30 | Noruega | 0:3 (0:1) | España                              | Ullevaal Stadion, Oslo                                                 |                                                                        |
|                                |         |           | Raúl 34' Vicente 49' Etxeberria 57' | Asistencia: 25.100 espectadores Árbitro(s): Pierluigi Collina (Italia) | Asistencia: 25.100 espectadores Árbitro(s): Pierluigi Collina (Italia) |

| Uniformes | Uniformes |
| --------- | --------- |
|           |           |

## Jugadores
Los datos corresponden a la situación previa al inicio del torneo
| #  | Nombre              | Posición      | Edad | Club                |
| -- | ------------------- | ------------- | ---- | ------------------- |
| 1  | Santiago Cañizares  | Portero       | 34   | Valencia CF         |
| 2  | Joan Capdevila      | Defensa       | 26   | Deportivo La Coruña |
| 3  | Carlos Marchena     | Defensa       | 24   | Valencia CF         |
| 4  | David Albelda       | Mediocampista | 26   | Valencia CF         |
| 5  | Carles Puyol        | Defensa       | 26   | FC Barcelona        |
| 6  | Iván Helguera       | Defensa       | 29   | Real Madrid         |
| 7  | Raúl                | Delantero     | 26   | Real Madrid         |
| 8  | Rubén Baraja        | Mediocampista | 28   | Valencia CF         |
| 9  | Fernando Torres     | Delantero     | 20   | Atlético de Madrid  |
| 10 | Fernando Morientes  | Delantero     | 28   | AS Monaco           |
| 11 | Albert Luque        | Delantero     | 26   | Deportivo La Coruña |
| 12 | Gabri               | Defensa       | 25   | FC Barcelona        |
| 13 | Daniel Aranzubia    | Portero       | 24   | Athletic Club       |
| 14 | Vicente             | Mediocampista | 22   | Valencia CF         |
| 15 | Raúl Bravo          | Defensa       | 23   | Real Madrid         |
| 16 | Xabi Alonso         | Mediocampista | 22   | Real Sociedad       |
| 17 | Joseba Etxeberria   | Delantero     | 26   | Athletic Club       |
| 18 | César               | Defensa       | 27   | Deportivo La Coruña |
| 19 | Joaquín             | Mediocampista | 22   | Real Betis          |
| 20 | Xavi Hernández      | Mediocampista | 24   | FC Barcelona        |
| 21 | Juan Carlos Valerón | Mediocampista | 28   | Deportivo La Coruña |
| 22 | Juanito             | Defensa       | 27   | Real Betis          |
| 23 | Iker Casillas       | Portero       | 23   | Real Madrid         |
| DT | Iñaki Sáez          |               |      |                     |

## Participación

### Primera fase
| Equipo   | Pts | PJ | PG | PE | PP | GF | GC |
| -------- | --- | -- | -- | -- | -- | -- | -- |
| Portugal | 6   | 3  | 2  | 0  | 1  | 4  | 2  |
| Grecia   | 4   | 3  | 1  | 1  | 1  | 4  | 4  |
| España   | 4   | 3  | 1  | 1  | 1  | 2  | 2  |
| Rusia    | 3   | 3  | 1  | 0  | 2  | 2  | 4  |

| 12 de junio de 2004, 19:45 | España      | 1:0 (0:0) | Rusia | Estádio Algarve, Faro-Loulé                                   |                                                               |
|                            | Valerón 60' |           |       | Asistencia: 28.182 espectadores Árbitro(s): Urs Maier (Suiza) | Asistencia: 28.182 espectadores Árbitro(s): Urs Maier (Suiza) |

| 16 de junio de 2004, 17:30 | Grecia         | 1:1 (0:1) | España        | Estádio do Bessa XXI, Oporto                                          |                                                                       |
|                            | Charisteas 66' |           | Morientes 28' | Asistencia: 25.444 espectadores Árbitro(s): Luboš Michel (Eslovaquia) | Asistencia: 25.444 espectadores Árbitro(s): Luboš Michel (Eslovaquia) |

| 20 de junio de 2004, 19:45 | España | 0:1 (0:0) | Portugal       | Estádio José Alvalade, Lisboa                                     |                                                                   |
|                            |        |           | Nuno Gomes 57' | Asistencia: 47.491 espectadores Árbitro(s): Anders Firsk (Suecia) | Asistencia: 47.491 espectadores Árbitro(s): Anders Firsk (Suecia) |